# 金炯旭
金炯旭（韓語：김형욱，1925年1月16日—1979年10月7日），韓國政治人物、韓國陸軍退役准將，曾在第三共和國時期擔任韓國中央情報部部長，六年半的部長任內權力達到最高峰，綁架、恐嚇、暗殺、賄賂政敵，無所不為。1973年，金炯旭流亡美國，揭露朴正熙政權的獨裁腐敗。1979年，金炯旭於巴黎失蹤。

## 生平
金炯旭出生於日治時期的黃海道信州郡，小學畢業後待在故鄉。日本投降前曾去過中國北京，日本投降後南下首爾，加入軍隊。1948年12月進入陸軍官校第八期，軍階陸軍上士。韓戰爆發後成為中隊長（連長），在東部戰線征戰，1954年成為大隊長（營長）。:139-140
1961年朴正熙發動五一六政變，金炯旭參與其中。:141
1963年，金炯旭出任韓國中央情報部部長。任內發生人民革命黨事件、東柏林事件，並支持朴正熙的「三選改憲」。最後因「三選改憲」與總統秘書室長李厚洛一同遭朴正熙解任。
朴正熙將其辭退後，加入反朴正熙陣營，1971年5月第八屆國會議員選舉中當選國會議員。
1973年4月21日，金炯旭經由台灣流亡美國，:184並揭露朴正熙政權的獨裁腐敗。
1979年10月，金炯旭於法國巴黎失蹤，被認為是被中央情報部綁架暗殺。
2005年，國家情報院（KCIA）真相委員會報告指出，金炯旭是在其繼任的中央情報局局長金載圭的命令下被殺害的。據報導，他被一把消音手槍擊中，屍體被扔在巴黎郊外的樹林裡。金炯旭失踪三週後，金載圭刺殺朴總統。

## 軼事
- 金炯旭在情報部部長任內，大肆調查政論名嘴、政治人物。1965年9月，當時就讀首爾大學四年級的金重泰因首爾大學「民族主義比較研究會事件」被拘留，金炯旭與檢察官韓沃申一起到金重泰被審問的房間，斥責道：「你也是慶尚道人，為什麼要反對同為慶尚道的總統（朴正熙）？」金重泰反擊道：「您是北方人，應該在那裡支持金日成，那又為什麼南下？」話說完即遭金炯旭拳腳相向，最後金重泰被判以下犯上的「可惡罪」，兩年後才出獄。[1]:135

- 其綽號「帶勁的炸豬排」，是政治記者南載熙幫他取的。[1]:98

## 著書
- “권력과음모” 1979年4月
  - 和訳『権力と陰謀 元KCIA部長金炯旭の手記』合同出版 1980年
- 金炯旭, 権力と陰謀 : 元KCIA部長金炯旭の手記, 合同出版, 1980

## 相關影視作品
- 2020年（南山的部长们）电影，郭度沅飾演金炯旭。

| 官衔          | 官衔                                                  | 官衔          |
| ------------- | ----------------------------------------------------- | ------------- |
| 前任： 金在春 | 大韓民國中央情報部部長 1963年7月12日 - 1969年10月20日 | 繼任： 金桂元 |